# Codex Vaticanus
De Codex Vaticanus (Vaticaanstad, Biblioteca Apostolica Vaticana; ook Codex B of Codex 03 genoemd;03 is de indeling volgens Gregory-Aland) is een van de oudste nog bestaande Bijbelse handschriften. Het dateert uit de 4e eeuw, en is geschreven met hoofdletters (uncialen) op perkament.

## Inhoud
De Codex Vaticanus bevatte oorspronkelijk de gehele Septuagint, behalve de boeken Maccabeeën en het gebed van Manasse. Genesis 1:1 - 46:28a (31 bladen) en Psalm 105:27 - 137:6b (10 bladen) zijn verloren gegaan en door een latere schrijver weer aangevuld. 2 Koningen 2:5-7 en 2:10-13 zijn verloren gegaan door een scheur in een van de bladen. Deze zijn vervangen door een handschrift uit de 16e eeuw. De volgorde van de boeken van het Oude Testament is als volgt: Genesis tot Kronieken zoals gebruikelijk, 1 Esdras, Ezra met Nehemia, Psalmen, Spreuken, Prediker, Hooglied, Job, Wijsheid van Salomo, Wijsheid van Jezus Sirach, Ester, Judit, Tobit, kleine profeten van Hosea tot Maleachi, Jesaja, Jeremia, Baruch, Klaagliederen, brief van Jeremia, Ezechiël en Daniël.

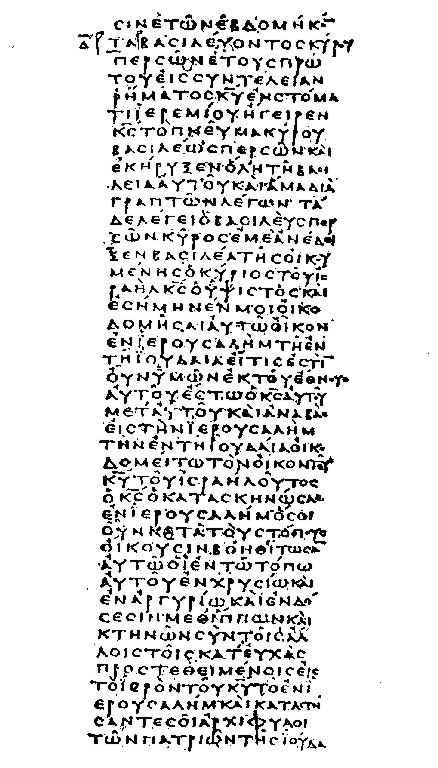
Gedeelte van de Codex Vaticanus, met 1 Ezra 2:1-8

De Codex Vaticanus bevat van het Nieuwe Testament de vier evangeliën, Handelingen van de Apostelen, de algemene zendbrieven (katholieke brieven), de brieven van Paulus en de Brief aan de Hebreeën (tot aan Hebreeën 9:14, καθα[ριει).
De Eerste brief van Paulus aan Timoteüs, de Tweede brief van Paulus aan Timoteüs, de Brief van Paulus aan Titus; de Brief van Paulus aan Filemon en de Openbaring van Johannes ontbreken. Deze ontbrekende gedeelten zijn vervangen door een minuskelhandschrift uit de 15e eeuw (no. 1957).
Het Grieks is doorlopend geschreven met een klein, duidelijk schrift, het is in de elfde eeuw door een geleerde nagetrokken. Leestekens komen maar weinig voor. Een latere corrector heeft accenten en ademhalingstekens ingevoegd, maar wel zijn er enkele open plekken (diëresis) gelaten wanneer een woord met een jota of ypsilon begint, bij afkortingen van heilige namen, en het markeren van citaten uit het Oude Testament.
Het manuscript bevat raadselachtige dubbele punten (umlauten) in de marge van het Nieuwe Testament; die lijken plaatsen te markeren waar de tekst onzeker is. Hiervan zijn er 795 aanwezig, en nog 40 twijfelachtige. Over de datering van deze tekens zijn de geleerden het niet eens. Hieronder een link naar zo'n discussie.
Tekstvarianten
Rechters 18:30 geeft de tekst υιος Μανασση (zoon van Manasse ), Alexandrinus heeft υιου Μωυση (zoon van Mose);

## Herkomst

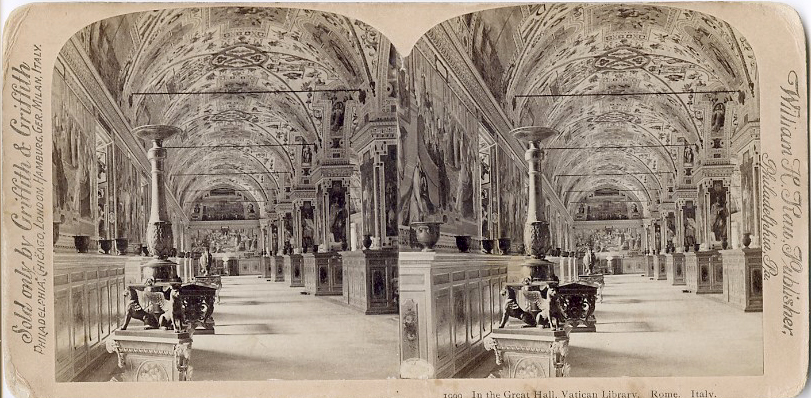
Biblioteca Vaticana

Het manuscript wordt sinds mensenheugenis bewaard in de bibliotheek van het Vaticaan, in 1448 gesticht door Paus Nicolaas V. Het handschrift wordt vermeld in de eerste catalogus (1475) en ook in de catalogus van 1481. De geschiedenis en plaats van ontstaan van het handschrift zijn onzeker, Rome, Zuid-Italië en Caesarea zijn geopperd. Er is verondersteld, dat het tevoren eigendom is geweest van Kardinaal Bessarion, omdat de minuskeltekst van de aanvullingen erg lijkt op een van zijn handschriften. Afgaande op Paul Canarts inleiding tot een recent verschenen facsimile-editie, bladzijde 5, herinneren de versierde hoofdletters die in de Middeleeuwen zijn toegevoegd aan de kunst van Constantinopel in de tiende eeuw, maar zijn ze slecht uitgevoerd, wat doet denken dat ze toegevoegd zijn in de elfde of twaalfde eeuw.
T.C. Skeat, een paleograaf in dienst van het British Museum, betoogde aanvankelijk dat de Codex Vaticanus een afgekeurde versie was van een van de vijftig Bijbels die de Romeinse Keizer Constantijn de Grote volgens Eusebius van Caesarea liet produceren.
De overeenstemming van de tekst met de Papyri en de Koptische vertaling en parallellen met de canon van Athanasius uit 367 suggereren een herkomst uit Egypte of Alexandrië.

## Belang
De Codex Vaticanus is een van de belangrijkste Bijbelse handschriften die gebruikt worden in de tekstkritiek en is het meest invloedrijke lid van de Alexandrijnse tekstfamilie. Brooke Foss Westcott en Fenton John Anthony Hort maakten er veel gebruik van voor hun kritische editie van het Nieuwe Testament The New Testament in the Original Greek (1881).
Ook voor de thans gebruikte tekst van het Nieuwe Testament, "Novum Testamentum Graece" van Nestle-Aland (27e ed 1998) is de Codex Vaticanus een belangrijke bron.